# Крючкова Катерина Іванівна
Катерина Іванівна Крючкова (нар. 22 лютого 1949 рік)  — заслужений тренер Росії , тенісистка, майстер спорту СРСР .

## Біографія
Катерина Іванівна Крючкова народилася 22 лютого 1949 року. У десятирічному віці стала грати в теніс. Першим тренером спортсменки була Ніна Сергіївна Теплякова . Займалася в один період з іншим відомим тенісистом Шамілем Тарпіщевим .
У 1959-1972 роках виступала за ДСТ «Динамо», в 1972-1983 за «Труд», в 1983-1993 роках знову за ДСТ «Динамо». Катерина Крючкова стала чемпіонкою Всесоюзної спартакіади школярів в 1967 році в парі, фіналісткою чемпіонату СРСР серед молоді в 1969 році. У 1966-1967 році ставала чемпіонкою ЦС «Динамо». У 1968-1969 роках стала переможницею меморіалів Зигмунда і стала фіналісткою чемпіонату СРСР в парі в 1970 році .
З 1975 року зайнялася тренерською роботою . Була тренером в 1975-1983 роках в МГС «Труд», в 1983-1989 роках в Московському обласній раді «Динамо», в 1989-1993 в МГС «Динамо». Тренувала Д.Медведєва , І. Фішкина, О. Подільську, А. Кузьміну, Л. Левіну , Олену Бовіну . Катерина Крючкова була першим тренером Віри Звонарьової  і особисто шукала фінанси для того, щоб вона могла просуватися в кар'єрі тенісистки . Вона тренувала Віру Звонарьову протягом 11 років, змогла знайти до неї індивідуальний підхід і за її власними словами, завжди в неї вірила. Виходячи з фізичних даних, намагалася не перевантажувати підопічну годинами тренувань, просто робити їх більш інтенсивними . Працює тренером ДЮСШ «Чайка». 